# Maurão
Mauro Weber dos Santos, também conhecido como Maurão (Porto Alegre, 26 de abril de 1965 — Torres, 4 de dezembro de 2008) foi um remador brasileiro. Juntamente com Sérgio Paiva Silveira, sagrou-se campeão brasileiro de remo em 1981, na categoria double skiff júnior.

## Biografia
Foi atleta do Clube de Regatas do Flamengo e medalhista de prata nos Jogos Pan-Americanos de 1983 em Caracas, na Venezuela, ao lado de Denis Antonio Marinho, José Raimundo G. Ribeiro, Walter Hime P. Soares e Nílson Alonso (Gauchinho).
Em dezembro de 2008, Mauro foi atropelado por um veículo Gol vermelho enquanto andava de bicicleta na Avenida Beira-Mar, em Torres, no Rio Grande do Sul. Foi levado em estado grave ao Hospital Santa Luzia e transferido ao Hospital Cristo Redentor de Porto Alegre, porém não resistiu e veio a falecer.